# Jeux paralympiques d'été de 2000
Les Jeux paralympiques d'été 2000, XIes Jeux paralympiques d'été, se sont déroulés à Sydney du 18 au 29 octobre 2000.

## Les sports pratiqués
Dix-neuf sports ont donné lieu à des épreuves :
- Athlétisme
- Basket-ball en fauteuil roulant
- Basket-ball ID (pratiqué par des athlètes handicapés mentaux)
- Boccia (sport ressemblant aux boules, pratiqué avec des balles en cuir par des handicapés moteurs)
- Cyclisme
- Équitation
- Escrime
- Football à 7 (pratiqué par des athlètes handicapés moteur)
- Goalball (sport de ballon pratiqué par des athlètes malvoyants ou non-voyants avec un ballon sonore)
- Haltérophilie
- Judo (pratiqué par des athlètes malvoyants ou non-voyants)
- Natation
- Rugby
- Tennis
- Tennis de table
- Tir
- Tir à l'arc
- Voile
- Volley-ball (pratiqué par des athlètes handicapés moteur)

## Les faits marquants
- Sydney a accueilli 3843 athlètes en provenance de 123 pays. Les handicaps acceptés étaient les suivants : traumatismes de la moelle épinière, problèmes visuels, amputation, paralysie cérébrale, handicaps mentaux.

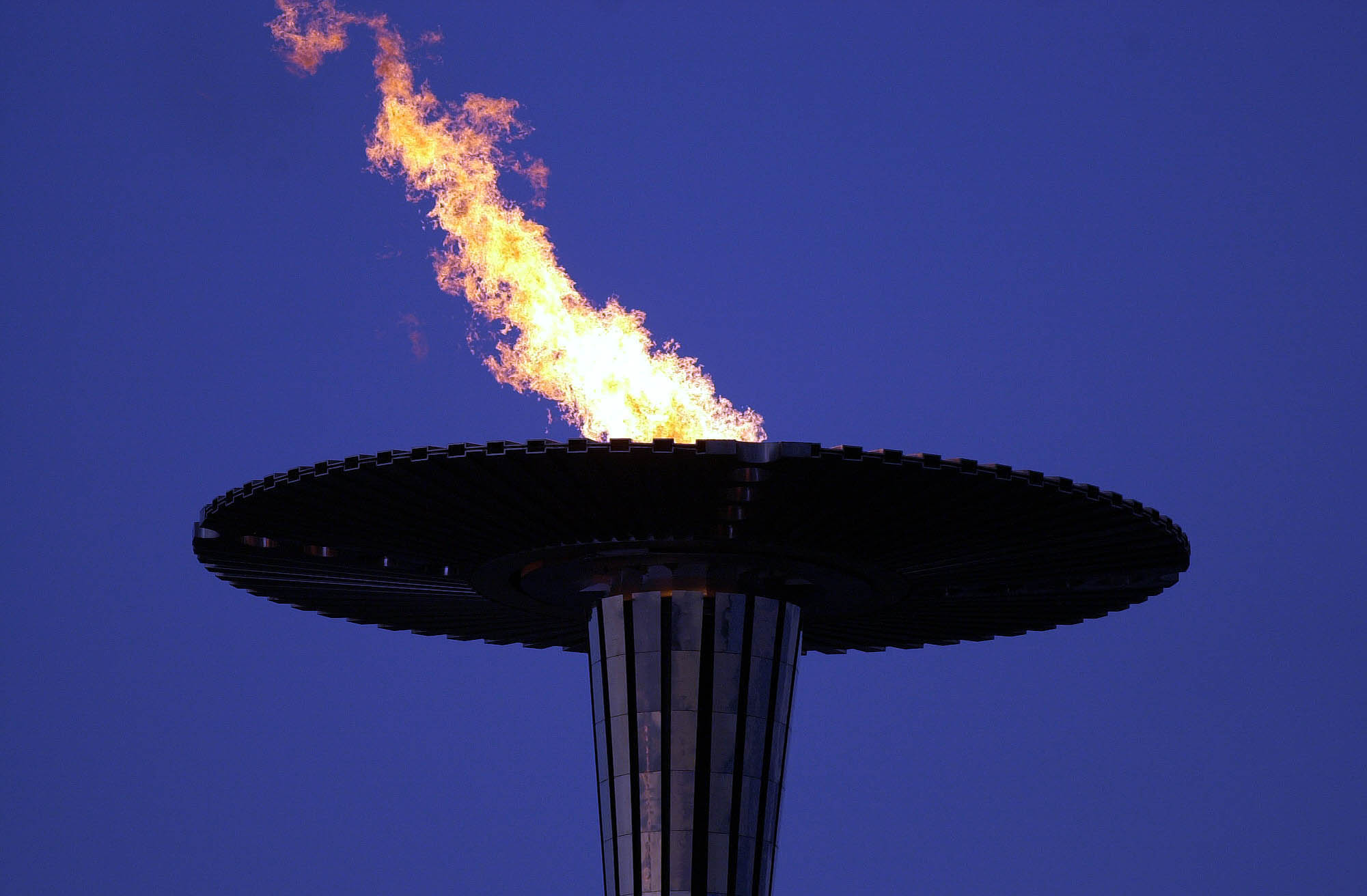
flamme paralympique de Sydney en 2000

- flamme paralympique de Sydney en 2000Le rugby en fauteuil roulant et la voile sont devenus des sports officiels après avoir été des sports de démonstration à Atlanta, en 1996.

- 300 records du monde et records paralympiques ont été battus à Sydney.

- L'équipe d'Espagne de basket-ball déficiente intellectuelle a dû rendre sa médaille d'or après que le Comité Paralympique Espagnol se fut rendu compte que 10 des 12 joueurs de l'équipe n'avaient aucun handicap mental. L'entraineur a été condamné à 155 400 € d'amende. Ce scandale a abouti à l'exclusion des handicapés mentaux aux Jeux paralympiques d'Athènes en 2004. Le Comité international paralympique a considéré qu'il était trop difficile de déterminer le niveau de handicap des athlètes déficients intellectuels[1].

## Tableau des médailles
À la suite des épreuves du 29 octobre, les dix premiers au tableau des médailles étaient :
| Rang | Nation       | Or | Argent | Bronze | Total |
| ---- | ------------ | -- | ------ | ------ | ----- |
| 1e   | Australie    | 63 | 39     | 47     | 149   |
| 2e   | Royaume-Uni  | 41 | 43     | 47     | 131   |
| 3e   | Canada       | 38 | 33     | 25     | 96    |
| 4e   | Espagne      | 38 | 30     | 38     | 106   |
| 5e   | États-Unis   | 36 | 39     | 34     | 109   |
| 6e   | Chine        | 34 | 22     | 17     | 73    |
| 7e   | France       | 30 | 28     | 28     | 86    |
| 8e   | Pologne      | 19 | 22     | 12     | 53    |
| 9e   | Corée du Sud | 18 | 7      | 7      | 32    |
| 10e  | Allemagne    | 15 | 42     | 38     | 95    |